# Jabreilles-les-Bordes
Jabreilles-les-Bordes este o comună în departamentul Haute-Vienne din centrul Franței. În 2009 avea o populație de 272 de locuitori.

## Evoluția populației
| An        | 1975 | 1982 | 1990 | 1999 | 2006 | 2009 |
| --------- | ---- | ---- | ---- | ---- | ---- | ---- |
| Populație | 250  | 211  | 203  | 229  | 259  | 272  |